# Piazza del Campo

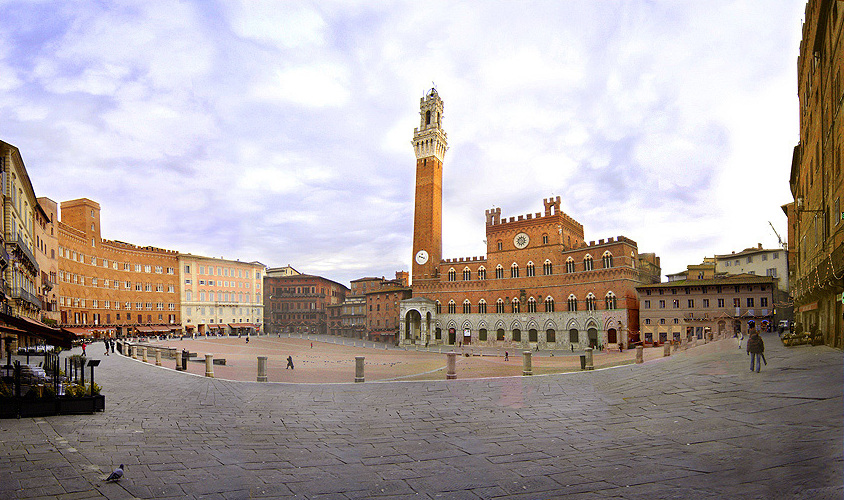
La Piazza del Campo, avec le Palazzo Pubblico et la Torre del Mangia

La Piazza del Campo (ou Il Campo) est la place principale de la ville de Sienne. Elle est reconnaissable par sa forme incurvée (comme une coquille St-Jacques) inclinée comme un amphithéâtre, la partie basse donnant sur le Palazzo Pubblico et sa tour la Torre del Mangia haute de 102 m.
Elle est le lieu de la course du célèbre Palio de Sienne et sert également d'arrivée pour les Strade Bianche (course cycliste).
En décembre 2005, le Project for Public Spaces a choisi la Piazza del Campo comme quatrième meilleure place du monde. 

## Histoire

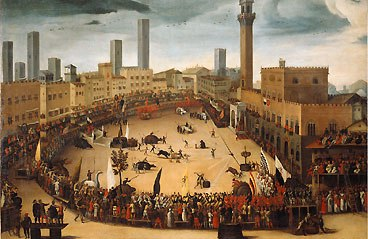
Festivités sur la place par Vincenzo Rustici.

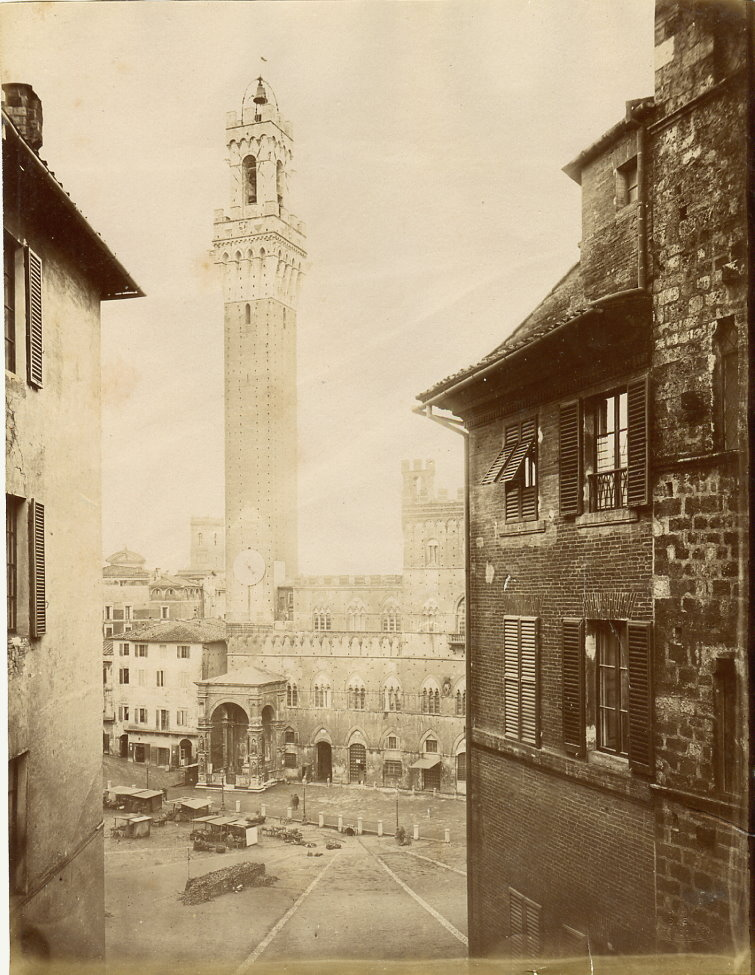
La place au XIXe siècle par Paolo Lombardi

La ville de Sienne a toujours été fière et puissante, au point de rivaliser avec Florence. Malgré les luttes de factions entre Guelfes (partisans du pape) et Gibelins (partisans de l'empereur) et les conflits avec ses voisines (1260), la municipalité de Sienne a développé un soin constant pour embellir la ville. Dans une Italie où toutes les villes montrent fièrement leur puissance en orchestrant leur pouvoir par un urbanisme hautement politisé, Sienne fait construire la Piazza del Campo comme un véritable emblème
Profitant d’importants travaux au palais de la commune, les Siennois engagent au début du XIIIe siècle les travaux du campo. Dès 1218, des officiers délégués par la commune arpentent et bornent l’espace de la future place. Des sommes considérables y sont allouées : on dégage notamment les espaces encombrés par diverses bâtisses. Pour donner de l’espace à cette place, les officiers communaux décident de réunir entre eux deux campi : le Campo San Paolo et le Campo del Fioro. Ils achètent les jardins avoisinants, puis les maisons ; un mur est élevé pour protéger la place de l’eau qui l’envahit régulièrement en automne et en hiver. Dans le même temps, on réorganise les commerces : les marchands de vin, les bouchers, les paysans et les marchés doivent aller s’installer près des portes de l’enceinte fortifiée. 
Les travaux prennent cependant du retard compte tenu des expropriations à effectuer (escaliers, terrains et balcons encombrent l’espace public pendant plus de cinquante ans ; les eaux usées et les déchets y sont régulièrement jetés). 
Cette place magnifique fait la fierté de la municipalité qui, dès 1250, emploie des custodes (gardien de musée ou de monument, selon le dictionnaire Robert) pour surveiller le campo. 19 articles des statuts urbains de 1262 précisent les contraintes et les règlements de la place (pour chasser les vagabonds, les prostituées, interdire les cavalcades, les armes y étaient interdites ainsi que l'allaitement des nourrissons et la vente de figues).

## Description

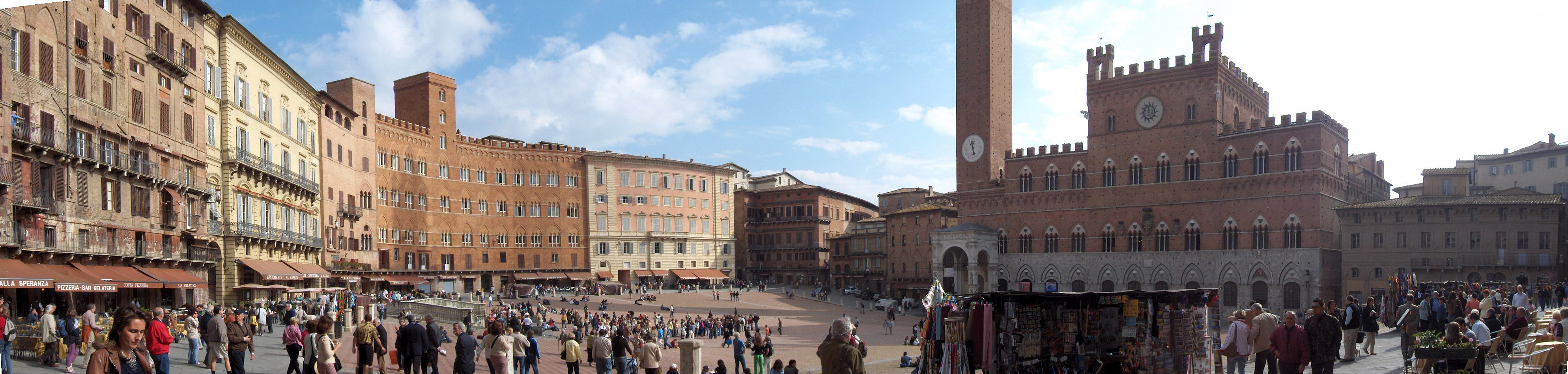
Vue panoramique de la Piazza del Campo à Sienne.

En forme incurvée, inclinée vers le Palazzo Pubblico, son sol, recouvert d'un pavage de briques assemblées en chevron, est divisé en 9 secteurs  invoquant le Conseil des Neuf qui siège au Palais, ils sont séparées par des rigoles de pierre blanche marquant le sol.
Le Palio de Sienne, course effrénée et brutale qui s’était longtemps courue hors les murs, est depuis 1590, installée par la commune sur le Campo. La course perdit ainsi une partie de sa violence.
La fontaine en marbre, dite Fonte Gaia, originellement sculptée par Jacopo della Quercia entre 1409 et 1419 donne vers le centre haut de la place. Elle fut restaurée librement, en 1868, par Tito Sarrocchi (les éléments d'origine sont au musée de l'Œuvre).

## Les palais qui la bordent sur le reste du pourtour
- Palazzo Petroni
- Palazzo Piccolomini Salamoneschi
- Palazzo Ragnoni
- Palazzo Mezolombardi-Rinaldini
- Palazzo Tornainpuglia Sansedoni
- Palazzo Vincenti
- Palazzo Sansedoni
- Palazzo Rimbotti
- Palazzo della Mercanzia
- Palazzo Saracini
- Palazzo Scotti
- Palazzo Accarigi
- Palazzo Alessi
- Palazzo Mattasala Lambertini
- Palazzo Berlighieri

Si le Palazzo Piccolomini (aujourd'hui siège des Archives d'État de Sienne) occupe le coin de la via Rinaldini donnant sur  la place, sa façade principale est sur la via Banchi di Sotto.

## Galerie

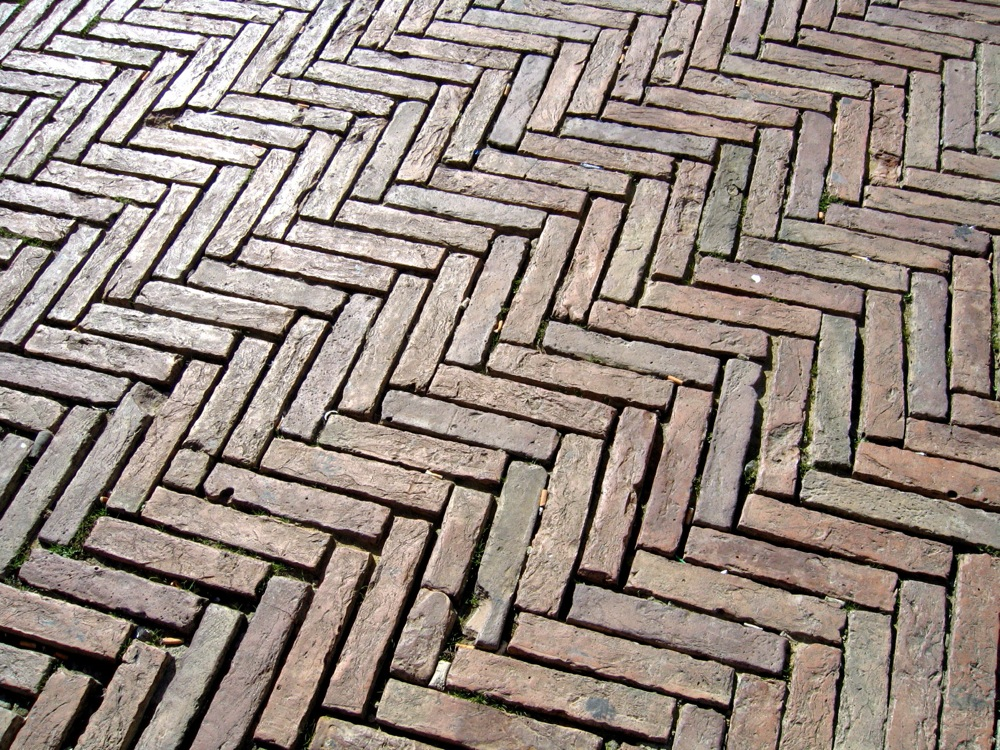
Le sol de la place en briques posées en épi.
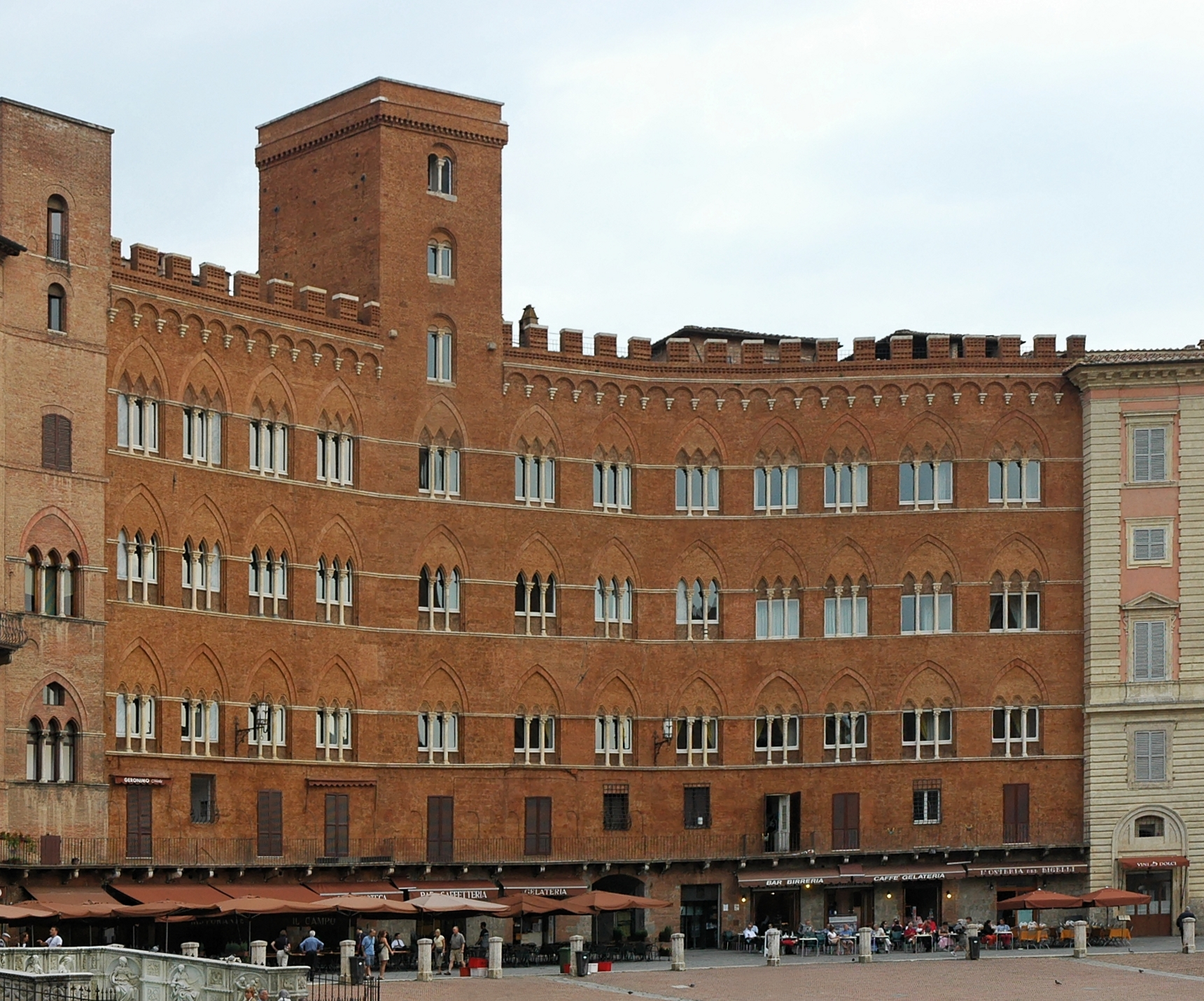
Le palazzo Sansedoni.
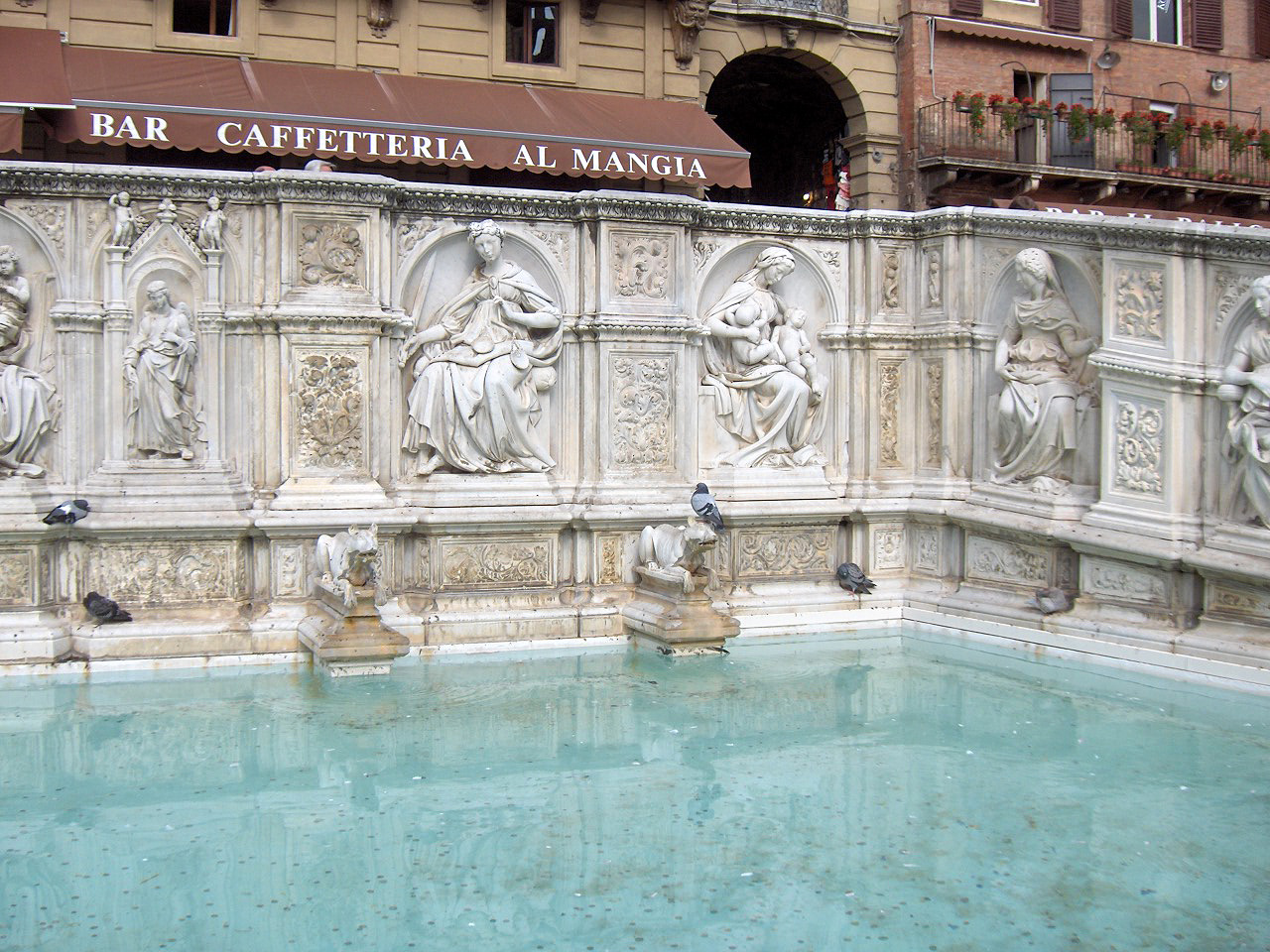
La fonte Gaia.
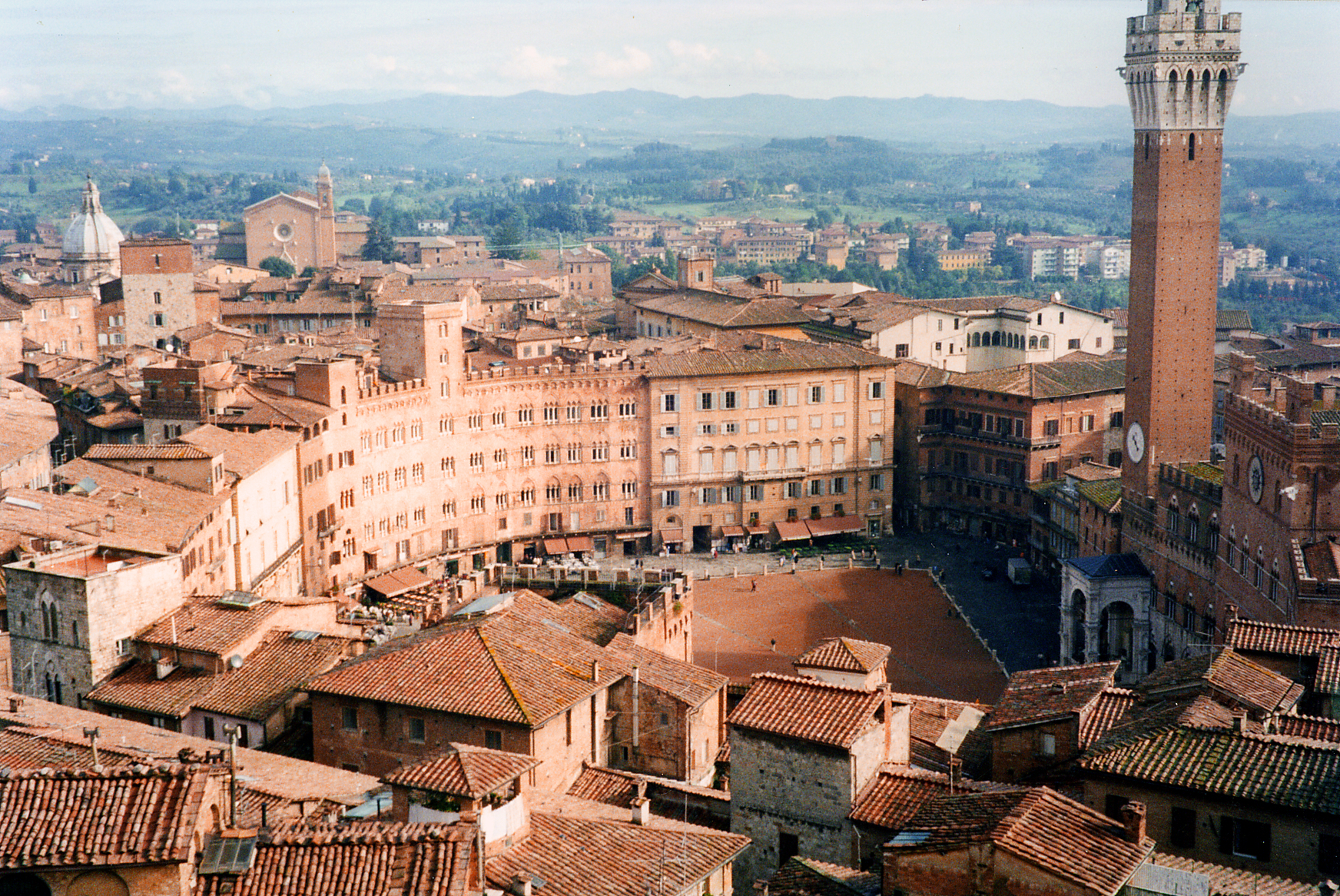
Vue depuis le facciatone, vestige du Duomo Nuovo.
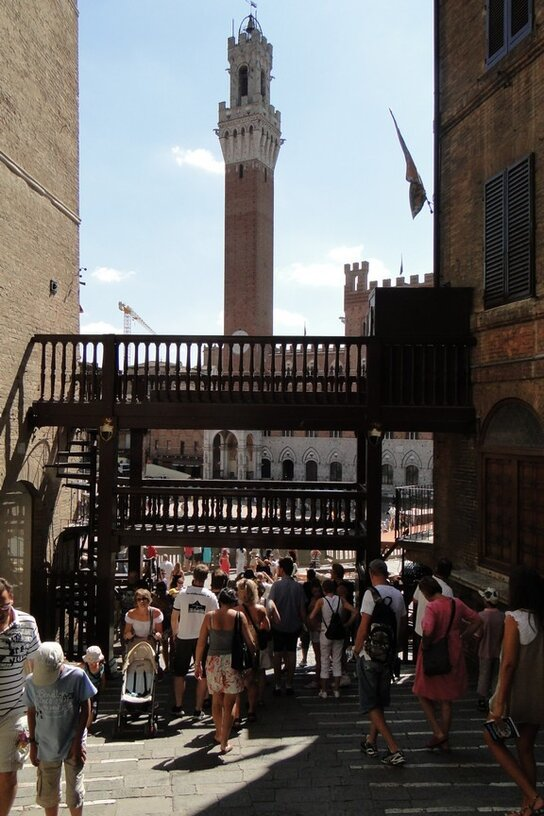
Tribu historique sur la Piazza del Campo.
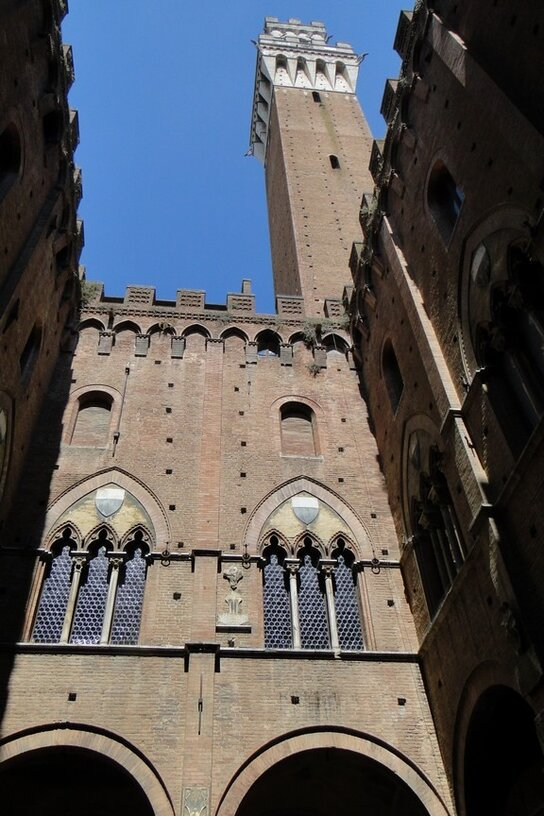
Palazzo Pubblico et la tour de l'horloge
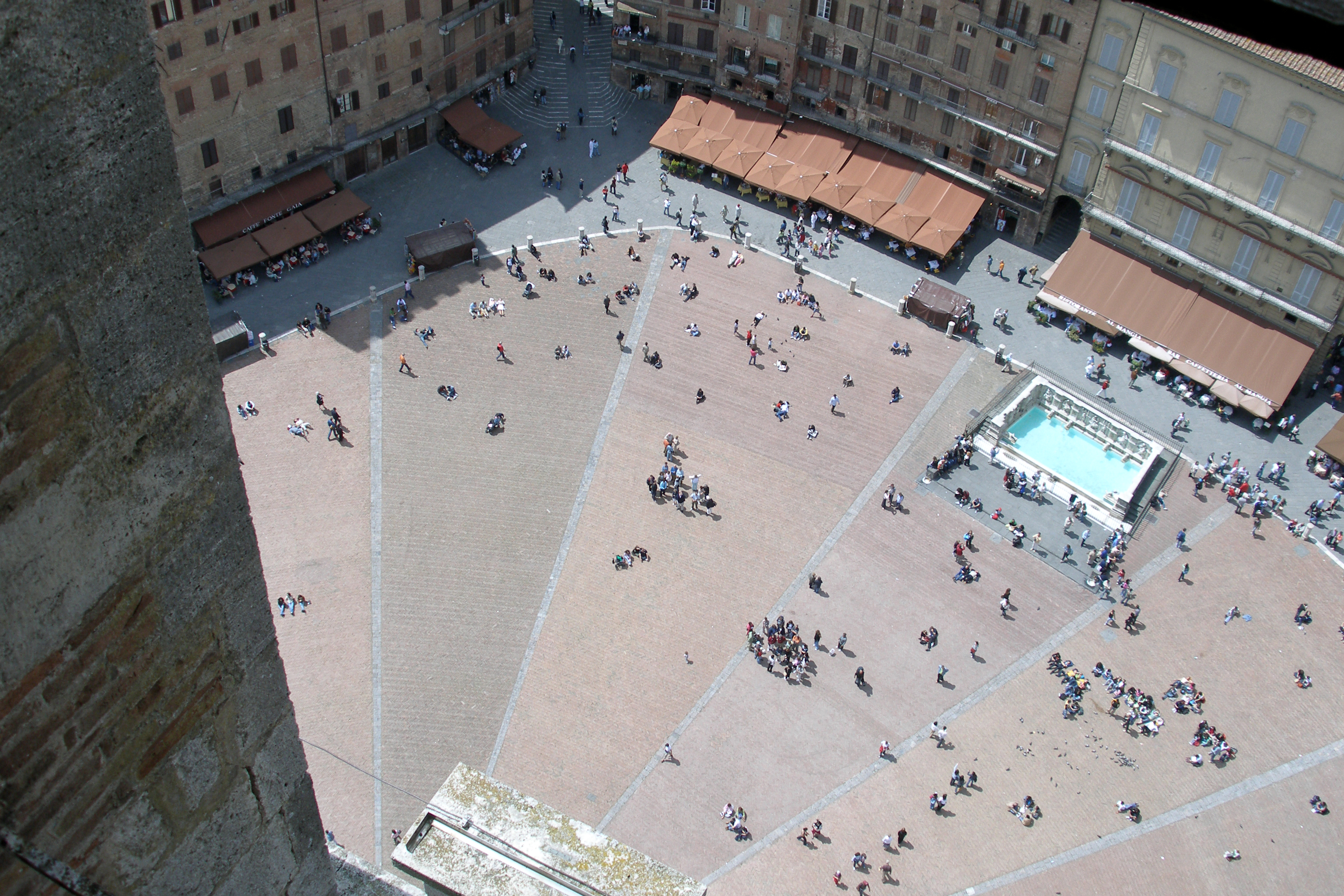

## Hommages
En 1985, le chanteur Mario Castelnuovo dédicace une chanson à la  Piazza del Campo (contenu dans l'album È piazza del Campo),  qui décrit la place pendant la course du Palio.